# コーサンビヤ経
『コーサンビヤ経』（コーサンビヤきょう、巴: Vīmaṃsaka-sutta, ヴィーマンサカ・スッタ）とは、パーリ仏典経蔵中部に収録されている第48経。漢訳題名で『憍賞弥経』（きょうしょうみきょう）とも。
釈迦が、ヴァンサ国の首都コーサンビーのゴーシタ園の比丘たちに、僧伽の運営法や仏法を説いていく。

## 構成

### 登場人物
- 釈迦

### 場面設定
釈迦はある時、ヴァンサ国の首都コーサンビーのゴーシタ園に滞在していた。
釈迦はそこで諍いのある比丘たちに、僧伽を和合させる6つの法や仏法を説く。
比丘たちは歓喜する。

## 日本語訳
- 『南伝大蔵経・経蔵・中部経典2』（第10巻） 大蔵出版
- 『パーリ仏典 中部（マッジマニカーヤ）根本五十経篇II』 片山一良訳 大蔵出版
- 『原始仏典 中部経典2』（第5巻） 中村元監修 春秋社